# Ivans Bugajenkovs
Ivans Vasilevits Bugajenkovs (Burlatskiy, 18 de fevereiro de 1938) é um ex-jogador de voleibol da Letônia que competiu pela União Soviética nos Jogos Olímpicos de 1964 e 1968.

## Carreira
Em 1964 ele fez parte da equipe soviética que ganhou a medalha de ouro no torneio olímpico, jogando as nove partidas. Quatro anos após, ele conquistou a segunda medalha de ouro com o time soviético na competição olímpica de 1968, jogando oito partidas.
Bugajenkovs trabalhou no Irã por mais de 16 anos, como o gerenciador geral de todas as categorias das equipes iranianas de vôlei, de 1991 a 2007.